# Bow Down
Pour la chanson de Beyoncé Knowles, voir Bow Down (Beyoncé).
Albums de Westside Connection
Terrorist Threats
(2003)
Singles
1. Bow Down
Sortie : 28 août 1996
2. Gangstas Make the World Go Round
Sortie : 24 janvier 1997

Bow Down est le premier album studio de Westside Connection, sorti le 22 octobre 1996.
L’album s'est classé 1er au Top R&B/Hip-Hop Albums et 2e au Billboard 200 et a été certifié disque de platine par la RIAA le 10 janvier 1997.

## Liste des titres
| No  | Titre                                                                                          | Contient un (des) sample(s) de | Durée |
| --- | ---------------------------------------------------------------------------------------------- | --- | ----- |
| 1.  | World Domination (Intro)                                                                       | | 1:16  |
| 2.  | Bow Down (Produit par Bud'da)                                                                  | | 3:27  |
| 3.  | Gangstas Make the World Go Round (Produit par Ice Cube et Cedric Samson)                       | People Make the World Go Round des Stylistics Stranded on Death Row de Dr. Dre et Snoop Dogg featuring Bushwick Bill, The Lady of Rage et RBX                                                         | 4:33  |
| 4.  | All the Critics in New York (Produit par Binky et Ice Cube)                                    | Inner City Blues (Make Me Wanna Holler) de Marvin Gaye Funky Worm des Ohio Players You Can't Even Walk in the Park (Opening Theme) de Johnny Pate                                                     | 5:35  |
| 5.  | Do You Like Criminals? (featuring K-Dee – Produit par Bud'da)                                  | Walk on By d'Isaac Hayes Criminal Minded des Boogie Down Productions Deeez Nuuuts de Dr. Dre et Snoop Dogg featuring Daz Dillinger, Nate Dogg et Warren G Waterfalls de TLC Danger de Blahzay Blahzay | 5:01  |
| 6.  | Gangstas Don't Dance (Insert)                                                                  | | 0:22  |
| 7.  | The Gangsta, the Killa and the Dope Dealer (Produit par Bud'da)                                | Illusions de Cypress Hill | 4:15  |
| 8.  | Cross 'Em Out and Put AK (Produit par Bud'da)                                                  | My Philosophy des Boogie Down Productions | 4:56  |
| 9.  | King of the Hill (Produit par QDIII)                                                           | Illusions de Cypress Hill | 4:17  |
| 10. | 3 Time Felons (Produit par Bud'da)                                                             | Papa Was Too de Joe Tex With a Little Help from My Friends des Beatles Ghetto Child d'Ahmad Jamal West Up! de WC and the Maad Circle featuring Ice Cube et Mack 10                                    | 5:10  |
| 11. | Westward Ho (Produit par QDIII)                                                                | | 5:12  |
| 12. | The Pledge (Insert)                                                                            | | 0:14  |
| 13. | Hoo-Bangin' (WSCG Style) (featuring K-Dee, The Comrads et Allfrumtha I – Produit par Ice Cube) | Children's Story de Slick Rick | 3:58  |